# José Guimarães (basket-ball)
José Guimarães, né le 9 février 1964 à Luanda, en Angola, est un joueur et entraîneur angolais de basket-ball, évoluant au poste d'arrière. 